# 시편 105편
시편 105편은 105번째 시편이다. "오 여호와께 감사하라". 그리스어 칠십인역과 라틴어 불가타역 성경에서 사용되는 약간 다른 번호 체계에서 이 시편은 시편 104편이다. 라틴어에서는 "Confitemini Domino"로 알려져 있다. 알렉산더 커크패트릭(Alexander Kirkpatrick)은 히브리 시편 4권을 끝내는 두 개의 역사적 시편인 시편 105편과 106편이 밀접하게 관련되어 있음을 관찰한다. 시편 105편은 아브라함과 맺으신 언약에 대한 하나님의 신실하심에 감사를 드린다. 시편 106편은 이스라엘의 불신앙과 불순종의 역사를 암송하는 회개의 시이다.
시편 105편은 유대교, 동방 정교회, 가톨릭, 루터교, 성공회 및 기타 개신교 전례의 정규 부분으로 사용된다. 음악의 주제가 되었다.

## 내용
1 여호와께 감사하고 그의 이름을 불러 아뢰며 그가 하는 일을 만민 중에 알게 할지어다
2 그에게 노래하며 그를 찬양하며 그의 모든 기이한 일들을 말할지어다
3 그의 거룩한 이름을 자랑하라 여호와를 구하는 자들은 마음이 즐거울지로다
4 여호와와 그의 능력을 구할지어다 그의 얼굴을 항상 구할지어다
5-6 그의 종 아브라함의 후손 곧 택하신 야곱의 자손 너희는 그가 행하신 기적과 그의 이적과 그의 입의 판단을 기억할지어다
7 그는 여호와 우리 하나님이시라 그의 판단이 온 땅에 있도다
8 그는 그의 언약 곧 천 대에 걸쳐 명령하신 말씀을 영원히 기억하셨으니
9 이것은 아브라함과 맺은 언약이고 이삭에게 하신 맹세이며
10 야곱에게 세우신 율례 곧 이스라엘에게 하신 영원한 언약이라
11 이르시기를 내가 가나안 땅을 네게 주어 너희에게 할당된 소유가 되게 하리라 하셨도다
12 그 때에 그들의 사람 수가 적어 그 땅의 나그네가 되었고
13 이 족속에게서 저 족속에게로, 이 나라에서 다른 민족에게로 떠돌아다녔도다
14 그러나 그는 사람이 그들을 억압하는 것을 용납하지 아니하시고 그들로 말미암아 왕들을 꾸짖어
15 이르시기를 나의 기름 부은 자를 손대지 말며 나의 선지자들을 해하지 말라 하셨도다
16 그가 또 그 땅에 기근이 들게 하사 그들이 의지하고 있는 양식을 다 끊으셨도다
17 그가 한 사람을 앞서 보내셨음이여 요셉이 종으로 팔렸도다
18 그의 발은 차꼬를 차고 그의 몸은 쇠사슬에 매였으니
19 곧 여호와의 말씀이 응할 때까지라 그의 말씀이 그를 단련하였도다
20 왕이 사람을 보내어 그를 석방함이여 뭇 백성의 통치자가 그를 자유롭게 하였도다
21 그를 그의 집의 주관자로 삼아 그의 모든 소유를 관리하게 하고
22 그의 뜻대로 모든 신하를 다스리며 그의 지혜로 장로들을 교훈하게 하였도다
23 이에 이스라엘이 애굽에 들어감이여 야곱이 함의 땅에 나그네가 되었도다
24 여호와께서 자기의 백성을 크게 번성하게 하사 그의 대적들보다 강하게 하셨으며
25 또 그 대적들의 마음이 변하게 하여 그의 백성을 미워하게 하시며 그의 종들에게 교활하게 행하게 하셨도다
26 그리하여 그는 그의 종 모세와 그의 택하신 아론을 보내시니
27 그들이 그들의 백성 중에서 여호와의 표적을 보이고 함의 땅에서 징조들을 행하였도다
28 여호와께서 흑암을 보내사 그곳을 어둡게 하셨으나 그들은 그의 말씀을 지키지 아니하였도다
29 그들의 물도 변하여 피가 되게 하사 그들의 물고기를 죽이셨도다
30 그 땅에 개구리가 많아져서 왕의 궁실에도 있었도다
31 여호와께서 말씀하신즉 파리 떼가 오며 그들의 온 영토에 이가 생겼도다
32 비 대신 우박을 내리시며 그들의 땅에 화염을 내리셨도다
33 그들의 포도나무와 무화과나무를 치시며 그들의 지경에 있는 나무를 찍으셨도다
34 여호와께서 말씀하신즉 황충과 수많은 메뚜기가 몰려와
35 그들의 땅에 있는 모든 채소를 먹으며 그들의 밭에 있는 열매를 먹었도다
36 또 여호와께서 그들의 기력의 시작인 그 땅의 모든 장자를 치셨도다
37 마침내 그들을 인도하여 은 금을 가지고 나오게 하시니 그의 지파 중에 비틀거리는 자가 하나도 없었도다
38 그들이 떠날 때에 애굽이 기뻐하였으니 그들이 그들을 두려워함이로다
39 여호와께서 낮에는 구름을 펴사 덮개를 삼으시고 밤에는 불로 밝히셨으며
40 그들이 구한즉 메추라기를 가져 오시고 또 하늘의 양식으로 그들을 만족하게 하셨도다
41 반석을 여신즉 물이 흘러나와 마른 땅에 강 같이 흘렀으니
42 이는 그의 거룩한 말씀과 그의 종 아브라함을 기억하셨음이로다
43 그의 백성이 즐겁게 나오게 하시며 그의 택한 자는 노래하며 나오게 하시고
44 여러 나라의 땅을 그들에게 주시며 민족들이 수고한 것을 소유로 가지게 하셨으니
45 이는 그들이 그의 율례를 지키고 그의 율법을 따르게 하려 하심이로다 할렐루야